# Bozsó
A Bozsó szláv eredetű férfinév, a Bozsidár kicsinyítő képzős változata. Jelentése: Isten ajándéka; a görög Theodórosz (magyarul: Tódor) tükörfordítása.  Női párja: Bozsóka.

## Gyakorisága
Az 1990-es években szórványos név, a 2000-es években nem szerepel a 100 leggyakoribb férfinév között.

## Névnapok
- november 9.[2]